# Olivia Andrich
Olivia Amory Andrich (ur. 30 stycznia 2003) – niemiecka zapaśniczka walcząca w stylu wolnym. 
Siódma na mistrzostwach Europy w 2025. Trzecia na olimpijskim festiwalu młodzieży Europy w 2019. Trzecia na ME U-23 w 2025. Pierwsza na ME juniorów w 2022 i trzecia w 2023. Druga na ME kadetek w 2019 roku.
Mistrzyni Niemiec w 2022 i trzecia w 2024 roku.